# Adulf
Adulf (? - † 826) fou el primer bisbe d'Oviedo el 802.
El rei Alfons II d'Astúries encarregà al mestre Teudis que construís un temple de maçoneria perquè substituís el que havia aixecat el rei Fruela I mig segle abans, consagrat al Salvador i als dotze apòstols. Per aquesta raó el rei Alfons II volgué que aquest temple també fos dedicat al Salvador del Món i als dotze apòstols, a qui consagrà altars. La construcció durà trenta-dos anys.
L'edificació de la nova basílica, que era la primera de la reconquesta i de la península ibèrica que es consagrà el 13 d'octubre del 802 amb l'assistència dels bisbes Maide d'Ourense, Suintila de Lleó, Ataülf d'Iria, Padró Quindulf de Salamanca i Teodomir de Calahorra.
Sota el regnat d'Alfons II el Cast la seu episcopal és traslladada des de Britònia, avui dia Santa María de Bretoña, ciutat que fou destruïda pels musulmans, a Oviedo, on els bisbes abans citats procediren a nomenar i a consagrar Adulf com a primer bisbe de la nova seu. La Creu dels Àngels, obra mestra de l'orfebreria asturiana, fou creada durant el seu mandat i està fabricada en or esmaltada amb pedres precioses i camafeus molt antics. Aquesta creu constitueix l'escut i armes de la ciutat d'Oviedo. També el rei Cast ordenà construir una església annexa a la catedral per la seva façana nord i la posà sota l'advocació de Santa Maria, que és coneguda popularment des d'aleshores com Capella del Rei Cast.
També ordenà fer d'altres construccions, com una capella, annexada a la zona sud de la catedral i emplaçada sobre la cripta de Santa Leocàdia, que fou destinada a cambra de relíquies i dedicada a Sant Miquel Arcàngel i l'església i monestir de Sant Joan Baptista per a religioses de l'benedictines, les parròquies de Sant Julià dels Prats, també coneguda com a Santullano, i Sant Tirs, un hospital que anomenà Sant Nicolau, així com unes defenses per protegir la ciutat i els edificis religiosos de possibles atacs.